# Каракулов, Кайдар Самигулович
Кайдар Самигуллович Каракулов (род. 9 июня 1974, пос. Рабочий, Бугурусланский район, Оренбургская область, РСФСР, СССР) — казахстанский военачальник. Командующий войсками регионального командования «Юг» с 2019 года, генерал-майор (2017). 15 марта 2022 года президент Казахстана Касым-Жомарт Токаев освободил от должности командующего войсками регионального командования «Юг».

## Биография
Родился 9 июня 1974 года в поселке Рабочий Бугурусланского района Оренбургской области.
В 1995 году окончил Алма-Атинское высшее общевойсковое командное училище, в 2005 году — Национальный Университет обороны Республики Казахстан, в 2012 году — курсы Военной академии Генерального штаба Вооружённых сил Российской Федерации.Факультет Генерального штаба Национального Университета Обороны Республики Казахстан 2023г 
Проходил службу в должностях командира танкового взвода, командира мотострелковой роты, заместителя командира мотострелкового батальона, командира отдельного батальона, заместителя командира бригады, командира бригады, заместителя командующего войсками регионального командования «Юг» по боевой подготовке, первого заместителя - начальника штаба Управления командующего войсками регионального командования «Восток», первого заместителя - начальника штаба Управления командующего войсками регионального командования «Юг».
Распоряжением Президента Республики Казахстан от 15 ноября 2016 года назначен командующим войсками регионального командования «Астана».
Участник Парада Победы на Красной площади в Москве в 2010 году, возглавлял колонну представителей Вооружённых сил Республики Казахстан.
Указом Президента Республики Казахстан от 6 мая 2017 года за № 472 присвоено воинское звание генерал-майор.
18 апреля 2018 года распоряжением Главы государства освобожден от должности командующего войсками регионального командования «Астана».
18 апреля 2018 года распоряжением Главы государства Каракулов Кайдар Самигулович назначен командующим Десантно-штурмовыми войсками Сухопутных войск Вооруженных Сил Республики Казахстан.
С 4 мая 2019 — 15 марта 2022 год командующий войсками регионального командования «Юг».
19 апреля 2022 года по согласованию с прокуратурой в рамках уголовного дела по факту пожара и взрывов в поселке Сарыкемер Байзакского района Жамбылской области признан подозреваемым, по ст. 453 УК РК (Халатность) и водворён в ИВС, а 21 апреля освобожден в связи с отсутствием необходимости избрания меры пресечения в виде содержания под стражей

## Личная жизнь
Женат, воспитывает троих детей.

## Награды
- Орден Данқ 2 степени
- Юбилейные медали
- Медали за выслугу лет